# Gordon Jenkins
Gordon Hill Jenkins (Webster Groves, 12 maggio 1910 – Malibù, 1º maggio 1984) è stato un compositore e pianista statunitense.
È stata una figura influente nella musica popolare degli anni quaranta e degli anni cinquanta; inoltre lavorò con personaggi come The Andrews Sisters, Johnny Cash, The Weavers, Frank Sinatra, Louis Armstrong, Judy Garland, Nat King Cole, Billie Holiday, e Ella Fitzgerald.

## Biografia
Jenkins cominciò la sua carriera musicale facendo arrangiament per una stazione radio di St. Louis. In seguito fu assunto da Isham Jones, il direttore di un gruppo musicale noto per le sue complicate esecuzioni.
Non appena si allontanò dal gruppo nel 1936, Jenkins lavorò come un libero professionista, componendo e facendo arrangiamenti. Nel 1938 Jenkins si trasferì a Hollywood e lavorò per la Paramount Pictures e la NBC. Nel 1945 si unì alla Decca Records. Nel 1947 riuscì a vendere un milione di dischi con Maybe You'll Be There. Inoltre conduceva l'orchestra per vari artisti della Decca tra cui Dick Haymes (Little White Lies, 1947), Ella Fitzgerald (Happy Talk, 1949,), Patty Andrews delle The Andrews Sisters (I Can Dream, Can't I,
1949) e Louis Armstrong (Blueberry Hill, 1949).
Nel 1950 raggiunge la prima posizione della Billboard Hot 100 con il singolo Goodnight, Irene per tredici settimane.
Più tardi Jenkins si trasferì alla Capitol Records, dove lavorò con Frank Sinatra, in particolare per l'album Where Are You? (1957) e No One Cares (1959), dove fu responsabile degli arrangiamenti; intanto collaborò anche con Nat King Cole.
Jenkins morì nel 1984 a Malibù, in California, all'età di 73 anni per sclerosi laterale amiotrofica.

## Vita privata
Jenkins si sposò con Nancy Harkey nel 1931 ed ebbe da lei tre figli: Gordon Jr., Susan, and Page. Nel 1946, divorziò e si sposò con Beverly Mahr, una delle cantanti del gruppo di Isham Jones, ed ebbero un figlio, Bruce.